# Catherine Griset
Catherine Griset (ur. 20 sierpnia 1972 w Boulogne-sur-Mer) – francuska polityk, prawniczka i samorządowiec, posłanka do Parlamentu Europejskiego IX i X kadencji.

## Życiorys
Kształciła się w zakresie ekonomii i nauk społecznych, następnie ukończyła studia prawnicze w Angoulême (w ramach Université de Poitiers). W pierwszej połowie lat 90. osiedliła się w Paryżu, gdzie poznała Marine Le Pen, stając się jej długoletnią bliską współpracowniczką. Była jej asystentką do spraw prawnych, pracownikiem działu prawnego Frontu Narodowego, asystentką poselską i od 2015 dyrektorem gabinetu przewodniczącej partii.
W 1995 uzyskała mandat radnej Saint-Denis. Weszła później w skład biura politycznego FN (w 2018 przekształconego w Zjednoczenie Narodowe). W wyborach w 2019 uzyskała mandat eurodeputowanej IX kadencji. Z powodzeniem ubiegała się o reelekcję w 2024.